# Искра 226
«Искра 226» — советский персональный компьютер. В технических условиях на машину ТУ 25-01.1206-81 именуется как «машина вычислительная электронная клавишная программоуправляемая». Разработан коллективом производственного объединения «Ленинградский электромеханический завод». Выпускался серийно на производственном объединении (ПО) «Счётмаш» Минприбора, г. Курск. Главный конструктор машины — Валентин Евгеньевич Кузнецов (в 1970—1978 годах возглавлял в ГСКТБ Счётмаш (Ленинград) разработки Искра-125, Искра-1256).

## История создания
В журнале «Микропроцессорные средства и системы» говорилось о целенаправленной программе, в ходе которой была создана «Искра-226»:

Для решения проблемы автоматизации химико-биологических исследований в 1974 году Институтом электрохимии АН СССР и ВНИКИ систем с числовым программным управлением ПО ЛЭМЗ была начата работа по созданию программируемой клавишной настольной ЭВМ для автоматизации рабочего места исследователя-экспериментатора, поддержанная комплексными целевыми программами ГКНТ, Госплана СССР и АН СССР. Существенно отметить, что эти программы предусматривали не только разработку технических средств для автоматизации научных исследований, но и создание типовых автоматизированных рабочих мест на их основе.

В 1981 году на Курском заводе «Счетмаш» был начат серийный выпуск микроЭВМ «Искра 226».

При разработке «Искры-226» за основу частично был взят компьютер Wang 2200.
В 1970-х годах в СССР было завезено около 2000 компьютеров Wang 2200, и перед создателями «Искры-226» была поставлена задача достижения полной программной совместимости с этими ЭВМ.
11 мая 1981 года в газете «Правда» появилась заметка:

Работает мини-ЭВМ

Недавно коллектив Курского завода «Счетмаш» начал выпуск мини-электронных вычислительных клавишных программоуправляемых машин «Искра-226». Новинка может работать с шестьюдесятью четырьмя тысячами слов, а её единовременная память — два миллиона слов. Новое вычислительное устройство создано коллективом производственного объединения «Ленинградский электромеханический завод». В системе ЭВМ «Искра-226» применен ряд устройств изготовленных на предприятиях ГДР, Польши, Болгарии.

К маю 1983 года в лабораториях учреждений АН СССР использовались первые десятки экземпляров ЭВМ.
В 1985 году ряд разработчиков и руководителей (включая В. И. Шутеева, Ф. А. Бубало) получили Государственную премию СССР «за создание и внедрение в народное хозяйство семейства проблемноориентированных вычислительных комплексов на основе мини-ЭВМ „Искра-226“».

## Технические характеристики
МикроЭВМ «Искра 226» состояла из двух блоков — основного блока и клавиатуры. Основной блок содержал: процессорный блок на 12 платах, набор интерфейсных блоков для подключения устройств ввода-вывода, дисплей и, в некоторых исполнениях, кассетный накопитель на магнитной ленте. Для ввода-вывода использовался канальный процессор и «интерфейсные блоки», многие из которых были собраны на микропроцессорах.
- Разрядность: 16 бит.
- Быстродействие: 500 тыс. оп/сек (для арифметических операций типа регистр-регистр).
- Память: ОЗУ — 128 КБ, разделенная на память данных и память программ (в исполнении 1 — 64 КБ), ПЗУ — 8 КБ.
- Дисковод: Двойной НГМД для 8-дюймовых дискет, с горизонтальной загрузкой ИЗОТ (Болгария), с вертикальной загрузкой PLx45D (ПНР).
- Дисплей: чёрно-белый с зеленым светофильтром, 31 см по диагонали. Текстовый режим — 24 строки по 80 символов, графический — 512 × 256 точек.
- Клавиатура: 110 клавиш, генерировала коды символов в кодировке КОИ-8; у клавиш имелся специальный регистр для ввода операторов языка Бейсик.
- Принтер: матричный Robotron 1154 (ГДР), DZM 180 (Польша); ромашка Robotron 1152.
- В некоторых исполнениях комплектовалась сменным жестким диском СМ-5400, накопителем на 9-дорожечной МЛ, графопостроителем, джойстиком, световым пером.
- В составе всех исполнений были дополнительные интерфейсные блоки — последовательного порта Стык 2 (отдельная микроЭВМ на КР580ИК80) и «приборного интерфейса» МЭК-625.
- Габариты — 520 × 72 × 185 мм; масса — не более 40 кг.
- Ориентировочная стоимость в зависимости от исполнения — от 11000 до 25000 рублей[5]

## Варианты поставки
ЭВМ поставлялась в одном из шести исполнений, отличавшихся комплектацией, и предназначавшихся для решения различных прикладных задач:
- исполнения 1 и 2: работа в качестве терминала СМ/ЕС ЭВМ и автоматизация плановых расчетов;
- исполнение 3: административно-управленческие и планово-экономические задачи;
- исполнение 4: научно-исследовательские и инженерные расчеты;
- исполнения 6 и 7: автоматизация рабочих мест исследователей-экспериментаторов;
- АРМ ТП — разработка ПО для станков с числовым программным управлением (ЧПУ) и автоматизация проектирования технологических процессов.

| Комплектность ЭВМ «Искра 226» в зависимости от исполнения                                     | Комплектность ЭВМ «Искра 226» в зависимости от исполнения | Комплектность ЭВМ «Искра 226» в зависимости от исполнения | Комплектность ЭВМ «Искра 226» в зависимости от исполнения | Комплектность ЭВМ «Искра 226» в зависимости от исполнения | Комплектность ЭВМ «Искра 226» в зависимости от исполнения | Комплектность ЭВМ «Искра 226» в зависимости от исполнения | Комплектность ЭВМ «Искра 226» в зависимости от исполнения | Комплектность ЭВМ «Искра 226» в зависимости от исполнения |
| Наименование устройства                                                                       | Исполнение ЭВМ                                            | Исполнение ЭВМ                                            | Исполнение ЭВМ                                            | Исполнение ЭВМ                                            | Исполнение ЭВМ                                            | Исполнение ЭВМ                                            | Исполнение ЭВМ                                            | Исполнение ЭВМ                                            |
| --------------------------------------------------------------------------------------------- | --------------------------------------------------------- | --------------------------------------------------------- | --------------------------------------------------------- | --------------------------------------------------------- | --------------------------------------------------------- | --------------------------------------------------------- | --------------------------------------------------------- | --------------------------------------------------------- |
| Наименование устройства                                                                       | 1                                                         | 2                                                         | 3                                                         | 4                                                         | 5                                                         | 6                                                         | 7                                                         | АРМ ТП                                                    |
| Интерпретирующий диалоговый процессор (ИДП)                                                   | +                                                         | +                                                         | +                                                         | +                                                         | +                                                         | +                                                         | +                                                         | +                                                         |
| Накопитель на жестких магнитных дисках (НМД) «Изот-1370» или «СМ 5400»                        | -                                                         | +                                                         | +                                                         | -                                                         | -                                                         | -                                                         | +                                                         | +                                                         |
| Накопитель на гибких магнитных дисках (НГМД) на основе двух «ЕС 5074» или сдвоенного «PLx45D» | +                                                         | +                                                         | +                                                         | +                                                         | -                                                         | +                                                         | +                                                         | +                                                         |
| Накопитель на магнитных лентах (НМЛ) «СМ 5300» или «Изот 5003»                                | -                                                         | -                                                         | +                                                         | -                                                         | -                                                         | -                                                         | -                                                         | -                                                         |
| Средства телепроцессинга с СМ и ЕС ЭВМ (СТЫК С2)                                              | +                                                         | +                                                         | +                                                         | +                                                         | +                                                         | +                                                         | +                                                         | +                                                         |
| Графопостроитель «Н-306»                                                                      | -                                                         | -                                                         | +                                                         | +                                                         | -                                                         | +                                                         | +                                                         | +                                                         |
| Средства сопряжения с СМ ЭВМ (ИРПР)                                                           | -                                                         | -                                                         | +                                                         | -                                                         | -                                                         | +                                                         | +                                                         | -                                                         |
| Указатель графической информации «джойстик» «Искра 007-50»                                    | -                                                         | -                                                         | -                                                         | -                                                         | -                                                         | +                                                         | -                                                         | -                                                         |
| Контроллер приборного интерфейса IEEE-488                                                     | -                                                         | -                                                         | -                                                         | -                                                         | -                                                         | +                                                         | +                                                         | -                                                         |
| Цифро-аналоговый преобразователь                                                              | -                                                         | -                                                         | -                                                         | -                                                         | -                                                         | +                                                         | +                                                         | -                                                         |
| Аналого-цифровой преобразователь (32 канала)                                                  | -                                                         | -                                                         | -                                                         | -                                                         | -                                                         | +                                                         | +                                                         | -                                                         |
| Алфавитно-цифровое печатающее устройство (АЦПУ) «ДЗМ-180», «Роботрон 1154», «Роботрон 1156М»  | +                                                         | +                                                         | +                                                         | +                                                         | +                                                         | +                                                         | +                                                         | +                                                         |
| Фотосчитыватель FS-1501                                                                       | -                                                         | -                                                         | -                                                         | -                                                         | -                                                         | -                                                         | -                                                         | +                                                         |
| Перфоратор ленточный ПЛ-150                                                                   | -                                                         | -                                                         | -                                                         | -                                                         | -                                                         | -                                                         | -                                                         | +                                                         |
| Блок светового пера                                                                           | -                                                         | -                                                         | -                                                         | -                                                         | -                                                         | -                                                         | +                                                         | +                                                         |

Кроме того, существовали модификации «Искра-226М» (с принтером Роботрон, винчестером, графопостроителем) и «Искра-226-СОТ» (комплекс специализированный для хранения и обработки документов).

## Программное обеспечение
- Язык программирования — весьма расширенный Бейсик и ассемблер.
- ОС «УНИКС»[7] (иерархическая файловая система, язык оболочки и компилятор с языка Си аналогичны используемым в UNIX, но при этом отсутствует многозадачность, за исключением небольшого количества «специальных» задач).